# Ferenc Szisz

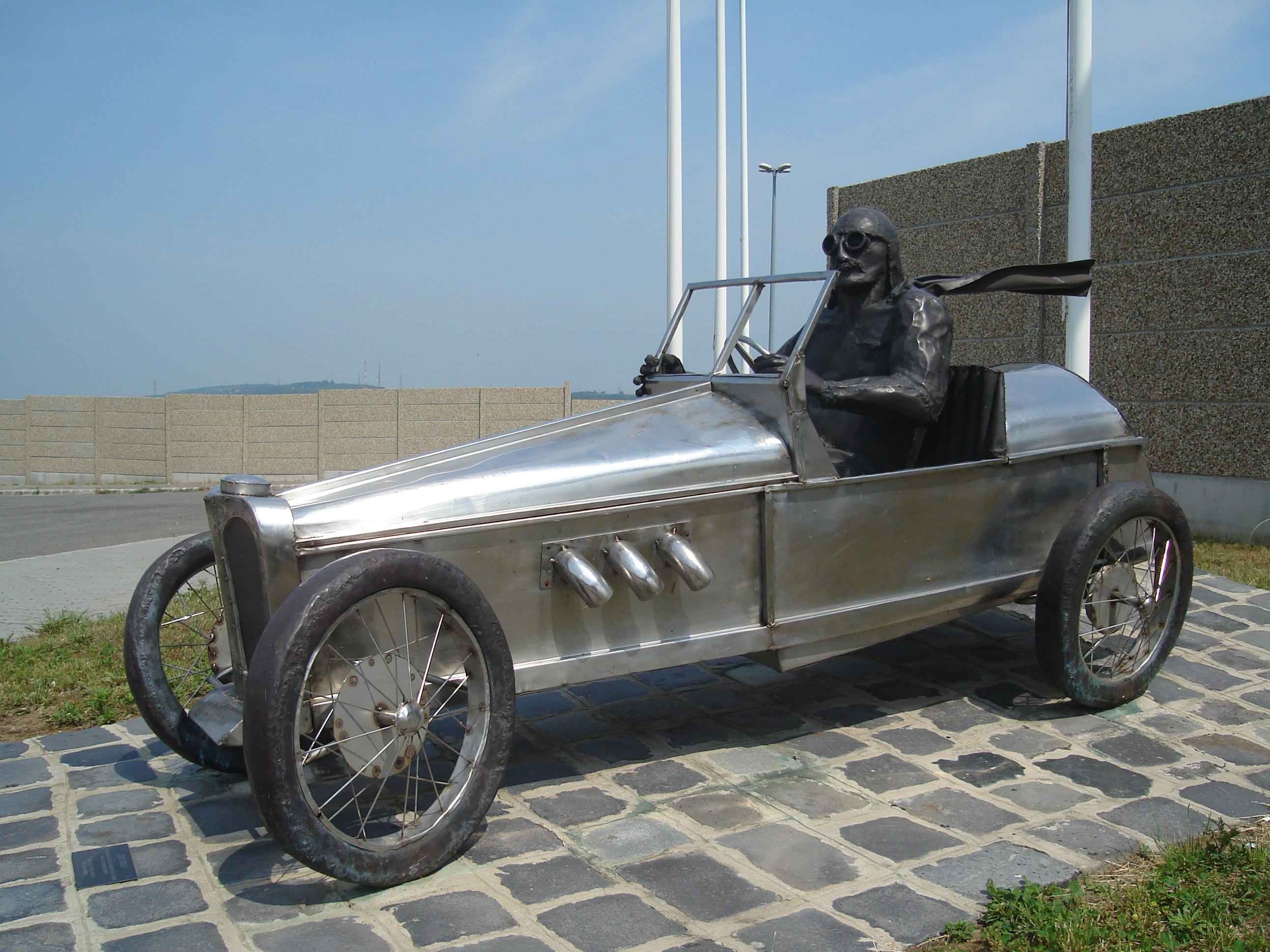
Rzeźba przedstawiająca Ferenca Szisza znajdująca się przy głównym wejściu na Hungaroring

Ferenc Szisz (ur. 20 września 1873 w Szeghalom, zm. 21 lutego 1944 w Auffargis) – węgierski kierowca wyścigowy, zwycięzca pierwszego wyścigu Grand Prix w historii

## Kariera
Ferenc Szisz urodził się w miasteczku Szeghalom leżącym w Austro-Węgrzech. Kształcony był na ślusarza, ale gdy miał ok. 20 lat zainteresował się automobilami i zaczął studiować inżynierię. Po pobycie w kilku austriackich i niemieckich miastach na wiosnę 1900 znalazł się w Paryżu, gdzie został zatrudniony w nowo powstałym przedsiębiorstwie Renault Automobile.
W Renault talent inżynieryjny Szisza został wykorzystany w dziale testowym, a po zaangażowaniu się firmy w 1902 w wyścigi samochodowe, Węgier został mianowany mechanikiem pokładowym Louisa Renault (w owym czasie każdy ścigający się pojazd miał 2-osobową załogę: kierowcę i mechanika). Po tym jak na trasie wyścigu Paryż-Madryt zginął Marcel Renault, Ferenc zaczął startować jako kierowca. W 1905 zajął piąte miejsce w wyścigu o Puchar Gordona Bennetta. W październiku tego roku Renault, podobnie jak inni jego francuscy i włoscy konkurenci, wysłało swój zespół do Ameryki, gdzie rozgrywano Puchar Vanderbilta. Węgier zajął ponownie piąte miejsce. Wygrał jego rodak jeżdżący Darracqiem, Victor Hémery.
Obowiązki głównego testera ciążące na Sziszu ograniczały liczbę zawodów, w których mógł brać udział. Mimo to, Węgier zapisał się na stałe w historii sportu po tym, jak wygrał pierwsze zawody Grand Prix w historii razem z mechanikiem M. Marteau prowadząc Renault AK 90CV. Było to Grand Prix Francji w 1906 rozgrywane na torze w Le Mans. Średnia prędkość zwycięzcy wyniosła 101,21 km/h. Impreza osiągnęła duży sukces komercyjny i wkrótce podobne wyścigi zaczęto organizować w całej Europie. Rok później we Francji wygrał Felice Nazzarro, a jako drugi uplasował się Szisz. Węgier startował we francuskim GP także w 1908, ale musiał się wycofać z powodu problemów technicznych. Podobnie zakończył udział w pierwszej amerykańskiej edycji wyścigu tej klasy.
Na początku 1909 Szisz opuścił Renault i otworzył własny warsztat w Neuilly-sur-Seine. W lipcu 1914 namówiony przez Fernanda Charrona, Węgier wystartował Aldą w GP Francji. Szisza uhonorowano dając mu pierwszy numer startowy. Ferenc został kontuzjowany i nie dojechał do mety. Wyścig wygrał Christian Lautenschlager w Mercedesie. Sezon wyścigowy zakończył się we wrześniu wybuchem I wojny światowej. Szisz służył w armii francuskiej w Algierii, gdzie był odpowiedzialny za transport wojsk zanim został hospitalizowany z powodu duru brzusznego. Pod koniec wojny podjął pracę w firmie lotniczej, gdzie pracował aż do przejścia na emeryturę. Po zakończeniu pracy przeprowadził się do domku w wiosce Auffargis, nieopodal Paryża, gdzie zmarł w 1944.
Ferenc Szisz i jego żona spoczywają na cmentarzu w Auffargis. Muzeum Szisza jest częścią muzeum Renault położonego blisko toru Le Mans.